# ويليام سكوت
ويليام سكوت (بالإنجليزية: William Berryman Scott )‏ (و. 1858 – 1947 م) هو إحاثي، وأستاذ جامعي، من الولايات المتحدة الأمريكية، ولد في سينسيناتي، أوهايو، وكان عضوًا في الأكاديمية الأمريكية للفنون والعلوم، توفي في برينستون، عن عمر يناهز 89 عاماً.

## التعليم
تعلم في جامعة برنستون، وجامعة هايدلبرغ.

## جوائز
حصل على جوائز منها:
- Daniel Giraud Elliot Medal [الإنجليزية]‏ (1940)
- Penrose Medal [الإنجليزية]‏ (1939)
- Mary Clark Thompson Medal [الإنجليزية]‏ (1930)
- Hayden Memorial Geological Award [الإنجليزية]‏ (1926)
- ميدالية ولاستون (1910).